# بياغي كاميسوكو
بياغي كاميسوكو (9 فبراير 1983 بباريس في فرنسا - ) (بالفرنسية: Biagui Kamissoko)‏ هو لاعب كرة قدم مالي وفرنسي في مركز الوسط. لعب مع ستاد ريمس ونادي غرونوبل ونادي فان ونادي فريجوس.

## روابط خارجية
- بياغي كاميسوكو على موقع قاعدة بيانات كرة القدم.إي يو (الإنجليزية)